# Hradiště sv. Hypolita
Hradiště svatého Hypolita, auch Hradiště (deutsch: Pöltenberg) ist ein dörfliches Stadtviertel am westlichen Stadtrand von Znojmo in Tschechien.

## Geschichte

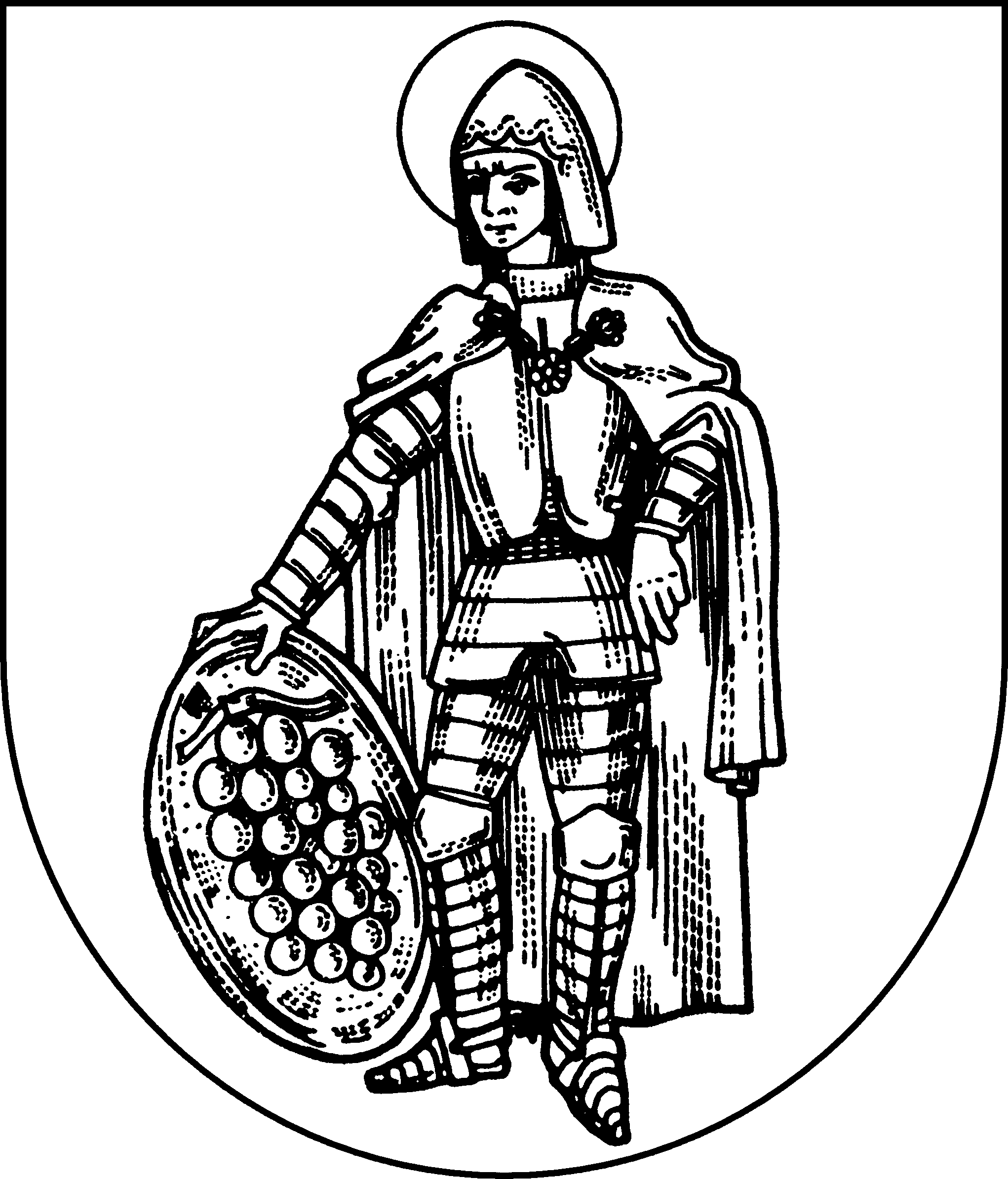
Historisches Wappen von Pöltenberg

Aufgrund seiner strategisch günstigen Lage auf einem Bergsporn über dem Fluss Thaya befand sich hier eine bedeutende Burgstätte des Großmährischen Reiches.
Die gleichnamige Kirche am Pöltenberg in Znaim soll vom gleichnamigen Ort St. Pölten (Niederösterreich) aus gegründet worden sein, da von Niederösterreich ausgehende Missionarstätigkeiten vor allem im Großmährischen Reich vermutet werden.
Später existierte hier als bedeutende Kommende des Ordens der Kreuzherren mit dem Roten Stern die Propstei St. Hypolit, die während der Hussitenkriege erlosch. Noch heute ist die Kirche St. Hippolyt ein Zeitzeuge der Ortsgeschichte.
Pöltenberg bildete ab 1850 eine Gemeinde in der Bezirkshauptmannschaft Znaim. Der Ort gehört seit etwa 1918 als Stadtteil Hradiště zur Bezirksstadt Znaim (Znojmo).

## Bevölkerungsentwicklung
| Volkszählung | Einwohner gesamt | Volkszugehörigkeit der Einwohner | Volkszugehörigkeit der Einwohner | Volkszugehörigkeit der Einwohner |
| Jahr         | Einwohner gesamt | Deutsche                         | Tschechen                        | Andere                           |
| ------------ | ---------------- | -------------------------------- | -------------------------------- | -------------------------------- |
| 1900         | 405              | 297                              | 107                              | 0                                |

## Persönlichkeiten
- Martin Medek von Müglitz (1538–1590), Erzbischof von Prag, 1577–1581 Propst in Pöltenberg.
- Moritz Adolph von Sachsen-Zeitz († 20. Juni 1759 in Pöltenberg), röm.-kath. Bischof von Königgrätz und von Leitmeritz